# Lindau
Lindau (nemško Lindau (Bodensee), Lindau am Bodensee) je večje mesto in otok na vzhodni strani Bodenskega jezera (Bodensee v nemščini) na Bavarskem v Nemčiji. Je glavno mesto dežele (Landkreis) Lindau na Bavarskem in je blizu meja avstrijske zvezne dežele Predarlska (Vorarlberg) ter švicarskih kantonov St. Gallen in Thurgau. Grb mesta Lindau je lipa, ki se nanaša na domnevni izvor imena mesta (Linde v nemščini pomeni lipa). Zgodovinsko mesto Lindau leži na istoimenskem otoku, velikem 0,68 kvadratnih kilometrov, ki je s celino povezan s cestnim mostom in železniškim nasipom, ki vodi do postaje Lindau.

## Zgodovina
Prvo uporabo imena Lindau je leta 882 dokumentiral menih iz St. Gallena in navedel, da je Adalbert (grof Retije) na otoku ustanovil ženski samostan. Vendar pa so v okrožju Aeschach našli ostanke zgodnjerimske naselbine iz 1. stoletja.
Leta 1180 je bila ustanovljena cerkev sv. Štefana. Leta 1224 so frančiškani na otoku ustanovili samostan. Leta 1274/75 je Lindau postal svobodno cesarsko mesto pod kraljem Rudolfom I.
Leta 1430 je bilo okoli 15 lindauskih Judov zažganih na grmadi, potem ko so bili obtoženi umora krščanskega otroka. Leta 1528 je Lindau sprejel protestantsko reformacijo, ki je sledila sprva tetrapolitanski in nato Augsburški veroizpovedi. Leta 1655 je po tridesetletni vojni potekal prvi Lindauer Kinderfest (otroški festival) v spomin na vojno. Ta festival, ki ga je uvedel svetnik Valentin Heider, je še vedno pomemben del identitete mesta.
Lindau je izgubil status cesarskega svobodnega mesta leta 1802 po razpadu Svetega rimskega cesarstva. Mesto je pripadlo knezu Karlu Augustu von Bretzenheimu, ki je leta 1804 predal Lindau in samostan Avstrijskemu cesarstvu. Leta 1805 je Avstrija Lindau vrnila Bavarski.
Leta 1853 je bil zgrajen nasip, ki je povezoval železnico od Münchna do otoka. Leta 1856 je bilo zgrajeno novo pristanišče s svojimi značilnimi znamenitostmi, skulpturo leva in edinim svetilnikom na Bavarskem.
Leta 1922 so se neodvisna okrožja Aeschach, Hoyren in Reutin združila z okrožjem Lindau. Po drugi svetovni vojni je Lindau padel pod francosko upravo in odšel najprej v Württemberg-Hohenzollern in nato v deželo Baden-Württemberg. Leta 1955 se je Lindau spet vrnil na Bavarsko.
Lindau leži v bližini stičišča avstrijske, nemške in švicarske meje in ob jezeru pred avstrijsko goro Pfänder. Lindau je priljubljen med obiskovalci in dopustniki zaradi svojega srednjeveškega mestnega jedra in slikovite lokacije ob Bodenskem jezeru. Srečanja Nobelovih nagrajencev v Lindau so se začela leta 1951 in vsako leto pripeljejo številne Nobelove nagrajence v mesto.

## Geografija
Zgodovinsko staro mestno jedro leži v okrožju Insel, ki ima površino 0,68 km² in ima približno 2800 prebivalcev. Prebivalstvo otoka je bilo že precej večje, na primer v popisu iz leta 1900 je bilo določeno kot 5853. Otok je bil prej sestavljen iz treh podotokov (Hintere Insel, Hauptinsel in Burg/Römerschanze), leta 1968 pa je bilo parkirišče P5 nasuto na Hintere Insel. Otok je s kopnim povezan z železniškim nasipom in cestnim mostom.
Lindau vključuje tudi otoček Hoy, ki je nastal v 1920-ih kot umetni kopališki otok. V plitvi vodi približno 40 metrov od tako imenovanega Hinteren Insel (del zahodno od železniškega nasipa; imenovan tudi "Westliche Insel") je tudi blok gnajsa, ki se imenuje Hexenstein. To ni več del urbanega območja.
Južni del urbanega območja ob obali je razmeroma gosto zazidan. Zunaj tega poselitvenega območja so vključene vasi v severnem delu, od katerih sta Oberreitnau in Unterreitnau največji. Območje se večinoma uporablja za kmetijstvo, na večjih delih prevladuje sadjarstvo; travnike in obdelovalne površine delijo gozdne površine.
Samo s celinskimi okrožji Schachen, Aeschach, Reutin in Zech (od zahoda proti vzhodu) ima mesto Lindau več kot 12 km obale Bodenskega jezera. Naravna oblika obale Bodenskega jezera na območju Lindaua je pas trstičja, ki mu sledijo mokri travniki in dvigajoč se trden teren.

### Geologija
Za urbano območje so značilne ledeniške preobrazbe Würmske ledene dobe. Seveda južni del mesta v bližini obale spada v porečje Bodenskega jezera, medtem ko severozahodno območje okoli Ober- in Unterreitnau spada v hribovsko deželo Westallgäu. Postglacialne jezerske usedline je mogoče identificirati v jugovzhodnem delu mestnega območja Lindau.
Na severu mesta je veliko mladih moren z drumlini, slednje na severu je Bavarski državni urad za okolje opredelil kot geotop, kot tudi balvan v Hochbuchu. Gramozne terase in morenske stene tvorijo prehod iz kotline Bodenskega jezera na jugu do gričevja Drumlin-Hügelland na severu.

### Hidrologija
V mestnem območju se v Bodensko jezero (poimenovanje od zahoda proti vzhodu) izliva pet potokov: Giebelbach, Oberreitnauer Ach, Rickenbach/Oberreutiner Tobelbach, ki se deli v spodnjem toku, in Leiblach, ki tvori državno mejo z Avstrijo. Oberreitnauer Ach se med drugim napaja iz orografskih levih pritokov Motzacher Tobelbach in Wolfsbach; na skrajnem severozahodu Nonnenbach teče skozi mestno območje. V urbanem območju so tudi naslednji večji ribniki: Köchlinweiher (Reutin), Sägtobelweiher in Oberer/Mittlerer Klosterweiher (pri Heimesreutinu) ter Aspachweiher pri Oberreitnau. Lindau ima tudi majhen del Degerseeja.

### Podnebje
Letna količina padavin znaša 1420 mm in je tako v zgornji desetini vrednosti, ki jih beležijo merilne točke nemške vremenske službe. Več kot 96 % statistično evidentiranih krajev kaže nižje vrednosti. Najbolj suh mesec v Lindauu je februar. Največ dežuje junija, kjer je v povprečju 2,2-krat več padavin kot februarja. Sezonska nihanja padavin so v zgornji tretjini vseh statistično evidentiranih lokacij. V več kot 98 % teh krajev se mesečne padavine razlikujejo manj kot v Lindau.

## Okrožja
Lindau je razdeljen na več okrožij. Iskanje 'Lindau Stadt' bo razkrilo, da mesto meji na sosednje dele Lindaua.
- Središče: Island, Aeschach
- Vzhod: Reutin, Zech
- Zahod: Bad Schachen, Unterreitnau
- Sever: Oberreitnau, Hochbuch, Hoyern, Schönau

### Demografija
Popis leta 2011 je pokazal 24.491 prebivalcev, od tega 11.588 moških in 12.904 žensk. 10.630 prebivalcev ali 43,6 % je rimokatolikov. Obstaja velika evangeličanska manjšina, ki šteje 5730 ljudi, kar ustreza 23,5-odstotnemu deležu. 930 oseb (delež: 3,8 %) je na vprašanje o svoji verski pripadnosti odgovorilo z »Drugo«, 6400 (26,3 %) z »Brez vere«.
V Lindauu je delež tujcev 14,2 % (3470 oseb), delež prebivalcev z migracijskim ozadjem pa 24,8 % (6050 oseb). Obe vrednosti sta tako na nacionalni kot na nacionalni ravni nadpovprečni.

## Znamenitosti
Staro mestno jedro ponuja večinoma nedotaknjeno mestno pokrajino, ki odraža bogato zgodovino nekdanjega svobodnega cesarskega mesta. Otok je pod zaščito. Drug poudarek je kolonija vil na bregovih Bodenskega jezera v Schachnu.

### Vhod v pristanišče
Vhod v pristanišče, kjer redne ladje pristajajo iz Bregenza, Rorschacha in Friedrichshafna, meji na svetilnik iz leta 1856 na zahodni strani in na kip Bavarskega leva na vzhodni strani. 6 m visok oklepljen lev sedi, podprt s sprednjimi tacami, na tristopenjskem podstavku iz Nagelfluha in gleda proti švicarski obali. Johann von Halbig ga je pred letom 1856 izklesal v šestih delov iz bloka marmorja Kelheim in tehta približno 70 ton. Nekdanji pristaniški pomol je leta 1812 zgradil samostan Mehrerau iz blokov Rorschacherjevega peščenjaka. Leta 1986 je bila zaradi nevarnosti porušitve popolnoma porušena in skoraj v stari obliki prezidana iz južnotirolskega peščenjaka. Omogoča vam sprehod okoli kipa leva.

### Maximilianstraße
Maximilianstrasse je del cone za pešce in glavne ulice otoškega mesta. Tu so številne dobro ohranjene mestne in obrtniške hiše iz 16. in 17. stoletja z arkadami, krušnimi utami (pekarna), mansardnimi okni, značilnimi izrezljanimi okenskimi stebri, orehi in lesenimi fasadami, ki so delno ( tradicionalno kot protipožarna zaščita) ometane.

### Mestno obzidje
Utrdba pozidanega dela otoka je bila v glavnem zgrajena v 12. in 13. stoletju. Za ostanke starejšega, ožjega utrdbenega sistema, ki je verjetno nastal v povezavi s samostanom, ustanovljenim v letih 810/820, lahko domnevamo, da so v Heidenturmu na severovzhodni strani otoka na prehodu na kopno. Stolp prve župnijske cerkve, ki je bila zgrajena okoli leta 1425 na temeljih iz 11. stoletja, je prvotno služil za zavarovanje ribiškega in čolnarskega naselja, ki se je razvilo okoli dvignjene cerkve sv. Petra v severozahodnem kotu otoka in nekdanjega pristanišča na današnjem Rajskem trgu. Obzidje glavnega otoka, ki se je gradilo postopoma, se je začelo v 12. stoletju z načrtovano širitvijo mesta proti zahodu do Inselgrabna.
Zahodno steno je spremljal obrambni jarek Inselgraben, ki je bil verjetno zgrajen v začetku 13. stoletja in je hkrati ločil tako imenovani »Hintere Insel« od »Hauptinsel«. Ostanke je še vedno mogoče videti v današnjih ulicah Unterer Inselgraben, Inselgraben in Zeppelinstraße po odlagališču.
Po vključitvi sprednjega otoka v utrdbo je bil zid, ki je potekal vzhodno od Inselgrabna, nadzidan z zahodno vrsto hiš na Hinteren Metzgergasse.
Potek severne stene, ki vodi do nekdanjega Landtorja, je prepoznaven, njegova vsebina pa je delno ohranjena ob Zeppelinstraße in vrsti hiš Auf der Mauer.
Medtem ko je bila južna stran otoka s pristaniščem, ki je bilo prestavljeno sem, v glavnem zavarovana z nekdanjim priobalnim otokom "Auf Burg" (tako imenovani Römerschanze) in Mangturmom, zgrajenim okoli leta 1200, so bile utrdbe koncentrirane na zahodni in severni strani. otoka. Od leta 1500 so utrdbe razširile, da so vključevale in zavarovale takrat nerazvito zahodno polovico otoka; so bile zgrajene redute (Karlsbastion, Pulverschanze, Sternschanze in Lindenschanze), leta 1508 pa je bil zgrajen Pulverturm na najbolj zahodni točki otoka. Že pred začetkom tridesetletne vojne so Gerberschanze zgradili kot glavni bastijon za obrambo proti morju.
Zadnja temeljita okrepitev utrdb je bila izvedena v prvi polovici 17. stoletja s postavitvijo nadaljnjih bastijonov in redut: Ludwigsbastion in ostankov Maximiliansschanze na obeh straneh Landtora (danes vključenih v instalacije Oskarja Grolla), pa tudi Gerberschanze, trapezni bastijon, ki štrli v jezero z vrhom na jugovzhodni strani otoka.
Od začetka 19. stoletja so do omenjenih ostankov odstranili obzidje in vrata. Kamniti material je bil uporabljen predvsem pri širitvi in posodobitvi pristanišča v letih 1811 in 1853-1856.

### Cerkve

#### Münster Naše ljube gospe
Začetki cerkve na trgu Marktplatz na vzhodnem delu otoka Lindau segajo v leto 810. Cerkev (nekdanja kolegijska cerkev Marijinega vnebovzetja) je po mestnem požaru leta 1728 v letih 1748-1752 zgradil baročni gradbeni mojster palač in cerkva na otoku Mainau Johann Caspar Bagnato. V notranjosti katoliške župnijske cerkve, ki je leta 1922 v celoti pogorela, so baročne stropne poslikave in rokoko notranjost s čudovitim rdečim in zlatim okrasjem. Strop ladje, ki se je porušil leta 1987, je zdaj obnovljen.

#### Evangeličanska cerkev sv. Štefana
Največja mestna cerkev stoji nasproti münstra na Marktplatzu. Triladijska stavba s kovanim balkonom na ukrivljeni fasadi sega v romansko stebrno baziliko iz leta 1180. Po več dozidavah je cerkev okoli leta 1506 dobila današnjo zunanjo obliko.
Oltarja in občutljive štukature so v letih 1781/1783 preoblikovali v slogu rokokoja in so zdaj protestantsko preprosti. Iz tega časa je tudi lesen obokan strop. Posebnost so 200 let stare klopi. Ker Lindau sprva ni sledil luteranski reformaciji, temveč izpovedi švicarskega reformatorja Zwinglija, je bila cerkev temu primerno preoblikovana. Prižnica je v središču cerkve, klopi pa se lahko zložijo, da se vidi tako na oltar kot na prižnico. Okna cerkve so iz leta 1965.
Zwiebelturm je visok 58 m in nosi 6,5 t težak štiridelni zvon. Veliki zvon, na katerem so upodobljeni grbi Lindaua in drugih cesarskih mest, je Leonhard Ernst v Lindauu ulil leta 1608 in padel s stolpa leta 1943, ko so ga zaplenili v vojne namene. Očitno je ostal nedotaknjen, preživel je vojno na pokopališču zvonov v Hamburgu in bil spet obešen. 24. decembra 1961 je počil. Podjetje Nördlingen Lachenmeyer je razpoko zavarilo trikrat. Po četrtem poku leta 1992 je zvonolivarna Bachert leta 1993 ulila nov zvon. Zvon, ki je postal neuporaben, z maso cca 3,8 t in premerom 1,76 m je bil nato razstavljen na dnu stolpa. Od oktobra 2010 je na reprezentativnejšem mestu pred zahodnim zatrepom.
Glavne orgle so sedmo delo v zgodovini te cerkve. Srednji del njegovega prospekta je iz leta 1783 in je bil takrat v koru. Ob prenovi cerkve leta 1860 so orgle postavili na zahodno galerijo, prospekt pa dopolnili s 16′ pedalnimi stolpi. Leta 1924 je podjetje G. F. Steinmeyer zgradilo novo delo s 60 registri na treh manualih in pedalu ter s pnevmatskim delovanjem za zgodovinskim prospektom. Leta 1975 je bila izvedena tehnična rekonstrukcija kot op.2306 istega podjetja z drsnimi skrinjami, mehanskim delovanjem in električnim sistemom v starem ohišju z uporabo 48 registrov (približno 3700 cevi) orgel iz leta 1924. Dvanajst izpuščenih registrov je bilo bodisi neuporabnih ali pa so bili uporabljeni v neobaročnem slogu Dispozicija iz leta 1975 je veljala za odveč.

#### Cerkev sv. Petra
Cerkev sv. Petra, najstarejša cerkev v Lindauu, tudi ena najstarejših cerkva na Bodenskem jezeru, je bila posvečena zavetniku ribičev, ki so nekoč živeli okoli tega trga (Schrannenplatz). Zaradi tega se imenuje tudi Ribiška cerkev. Nasproti vhoda na severni steni ladje je zgodnjegotska risba z rdečo kredo, ki prikazuje svetega Krištofa, desno od nje pa trije registri po šest podob, ki so datirani v leto 1485-1490. Dva zgornja registra, razmeroma dobro ohranjena, prikazujeta prizore iz Kristusovega pasijona, spodnji register, skoraj popolnoma uničen, prikazuje prizore iz življenja svetega Petra. Podpis "HH" na robu rokavov svete Marije Magdalene je navedel na domnevo, da so freske delo Hansa Holbeina starejšega, trditev, ki je danes sporna.
Ta preprosta zgradba se od leta 1928 uporablja kot vojni spomenik. Obstaja tudi spominska plošča za žrtve nacistične tiranije z 18 imeni, eno od njih z dodatkom "umrl v Auschwitzu".

### Druge stavbe

#### Stara mestna hiša
Mestna hiša je bila prvotno zgrajena v gotskem slogu leta 1422 in prezidana leta 1576 v renesančnem slogu s stopničastim zatrepom. Zvonovi na njenem vrhu nosijo letnico 1617. Pročelje, obrnjeno proti coni za pešce na Bismarckplatzu, krasi tudi veliko, pokrito, prvotno leseno stopnišče, ki se konča z erkerjem. V 19. stoletju je bila južna fronta razkošno okrašena z zgodovinskimi slikami, ki prikazujejo zgodovino Lindaua.
 Reichstag (Cesarski zbor), ki ga je sklical Maksimilijan I., je potekal v gotski zbornici v letih 1496/1497. Pod njo, v nekdanji tržnici, so še ohranjeni deli cesarske mestne knjižnice.

#### Nova mestna hiša
Nova mestna hiša stoji tik ob stari mestni hiši. Tukaj se vsak dan oglasi zvonec ob 11.45. Glockenspiel v novi mestni hiši.

#### Stolpi
Mangenturm - kot pravi napis ob vratih - ali Mangturm je eden izmed starejših svetilnikov na jezeru. Petnadstropni stolp (brez podstrešja) z višino 20 m ima kvadratni prerez in konzolno nadstropje. Od 1180 do 1856 je deloval kot svetilnik; Hkrati je bil končna točka mestnega obzidja in izhodiščna točka obzidja, ki je vključeval tatovski stolp, zgrajen okoli 1370/1380, potem ko je bilo staro zemljišče zasuto in je potekalo do severozahodnega kotnega stolpa (Looserturm), ki se je ohranila v temeljih. Ime izvira iz nekdanje bližnje hiše Tuch- und Manghau, zato ga običajno imenujejo Mangturm. Ko je bil leta 1856 dokončan nov Lindauški svetilnik, je Mangturm izgubil svojo funkcijo signalnega in opazovalnega stolpa.
Mangturm s svojo koničasto, barvito glazirano opečno kapo iz 19. stoletja stoji na pristaniškem sprehajališču ob jezeru in do 19. stoletja je bilo do nje mogoče priti le preko dvižnega mostu. 
Na zahodnem koncu starega mestnega jedra na otoku Lindau je bil stolp Diebsturm zgrajen leta 1380 kot del mestnih utrdb. Ima osmerokotno koničasto stožčasto kapo in ga kronajo štirje filigranski šeststrani kotni stolpi. Dolgo je služil kot zapor, od koder je stolp dobil ime.

#### Orožarna
V neposredni bližini stolpa Diebsturmes je cesarska orožarna, zgrajena pod cesarjem Maksimilijanom I., ki je bila kasneje uporabljena kot gledališče, vojašnica in skladišče soli.

#### Haus zum Cavazzen
Baročno mestno hišo, ki jo je zgradil Appenzellski gradbeni mojster Jakob Grubenmann v letih 1728-1729, krasi jo fasadna poslikava z globokim tridimenzionalnim učinkom pod veliko streho. Od nje je prišel tudi sosednji Haus zum Baumgarten. Umetnostni zgodovinar Georg Dehio je Cavazzen opisal kot »najlepšo mestno hišo na Bodenskem jezeru«. Mestni muzej Lindau je bil v hiši od leta 1929 do 2018. Objekt je od leta 2019 v obsežni prenovi in ni dostopen.

#### Lindavia-Brunnen
Ta vodnjak s štirimi polovičnimi bazenči iz rdečega marmorja na Reichsplatzu je bil slovesno odprt leta 1884 na 20. dan kronanja kralja Ludvika II. Utelešenje imena mesta, Lindavia z lipovo vejo, stoji na visokem podstavku kot zaščitnik mesta. Bronaste figure bazena v skoraj naravni velikosti simbolizirajo vire bogastva nekdanje neodvisnega Lindaua: ladijski promet, ribištvo, vinogradništvo in kmetijstvo. Oblikoval jih je Wilhelm Rümann iz Münchna.

## Gospodarstvo
Zgodovinsko gledano je trgovska pot iz Nürnberga v Italijo potekala skozi Lindau; tudi ribištvo je igralo veliko vlogo v gospodarstvu mesta in v 19. stoletju je bil Lindau pomembna lokacija za tekstilno industrijo. Turizem (vključno z restavracijami in nastanitvami) in industrijska proizvodnja sta glavni panogi sodobnega Lindaua. Ima zelo nizko stopnjo brezposelnosti, kar je verjetno posledica raznolikega gospodarstva in bližine doline Alpskega Rena.

## Pomembni prebivalci
- Achilles Gasser, tj. Gasserus (1505–1577), zdravnik in zgodovinar
- Jacob Ernst Thomann von Hagelstein (1588–1653), slikar
- Johann Jacob Heber (1666–1727), geodet in geometrik
- Richard Z. Johnson, ameriški odvetnik in politik (umrl v Lindauu)
- John Spilman (umrl 1626), izdelovalec papirja in draguljar v Angliji

## Genealogija
Lindau naj bi bil izvor priimka Lindauer v Nemčiji, Švici, Alzaciji-Loreni, Avstriji in Češki. Judovska družina, ki nosi to ime, naj bi izhajala iz Suskinda v Lindau, ki so bili med ubitimi med pogromom leta 1430.
Lindauer je tudi ime znane vinske znamke iz Nove Zelandije, vendar ni vzpostavljenega odnosa med Lindauom in vinom, ki je poimenovano po slikarju Gottfriedu Lindauerju.

## Gastronomija
Lindau prideluje številna lokalna vina in pijače, obstajajo številni kraji, kjer pridelujejo vina (Rädlewirtschaften) iz lokalnih vinogradov in žganje, ki ga proizvajajo lokalni kmetje.

## Lindau v literaturi
Lindau je bil pogosto predmet literarnih del.
- Michel de Montaigne je poglavje v svojem popotniškem dnevniku posvetil mestu, etapi na svojem potovanju v Italijo v letih 1580/1581. V času bivanja v Gasthaus Krone hvali bogato kulinariko, ki je neprimerljivo boljša od francoske kuhinje doma. Obžaluje, da na potovanje ni vzel s seboj kuharja, da bi se lahko naučil kuharskih navad.[20]
- Veliko del o otoškem mestu je nastalo predvsem v dobi romantike. Friedrich Hölderlin je mesto v svoji pesmi Heimkunft, objavljeni leta 1801, naslovil kot blaženi Lindau;[21]  Mörike ga je poimenoval »užitno mesto, ki se lepo nahaja na otoku« v Idili Bodenskega jezera.[22]
- Wilhelm Raabe je del dogajanja Der Marsch nach Hause postavil na območje Lindaua.
- Tudi Carl Gustav Carus je mesto in okoliško pokrajino premaknil tako, da jo je v svojem potopisnem dnevniku iz leta 1806 opisal kot »najbogatejše oko«.[23]
- Švedski pisatelj August Strindberg je od januarja do oktobra 1887 živel v Lindauu[43] in tukaj ustvaril dramo Der Vater in zgodbo Die Leute von Hemsö.
- Horst Wolfram Geißler je s svojim romanom Der Liebe Augustin iz leta 1921 otoškemu mestu postavil tudi literarni spomenik. Protagonist je živel v hiši na Dammgasse, ki danes nosi ime Dragi Avguštin.

## Pobratena mesta
Lindau is twinned with:
- Francija Od leta 1964 obstaja partnerstvo s francoskim mestom Chelles. Za to partnerstvo je bila ključna priprava združenj vojnih povratnikov..

Od takrat je bilo vzpostavljenih več partnerstev med šolami mest Cheller in Lindau; na primer, številni mladi iz Chellerja pridejo v Lindau na vsak otroški festival.
- Švica Okrožji Ober- in Unterreitnau imata partnerstvo z občino Reitnau v Švici.
- Nemčija Od leta 1984 obstajajo odnosi z Lindauom v okrožju Anhalt-Bitterfeld.
- Rusija Serpuhov v Rusiji